# E533 (trasa europejska)
E533 – oznaczenie europejskiej trasy łącznikowej (kategorii B), biegnącej przez południowe Niemcy i zachodnią Austrię.
E533 zaczyna się w Monachium (węzeł München-Sendling-Süd), gdzie odbija od łączących się tras E45, E52, E53 i E54. W Niemczech biegnie szlakiem autostrady 95 do Garmisch-Partenkirchen (odcinek między miejscowościami Farchant i Eschenlohe, tuż na północ od autostradowej obwodnicy Garmisch, biegnie drogą federalną nr 2). Następnie E533 biegnie szlakiem drogi krajowej nr 2 do granicy z Austrią w Mittenwald - Scharnitz. Na terenie Austrii biegnie szlakiem drogi federalnej nr 177 do miejscowości Zirl, a stamtąd autostradą A12 do Innsbrucka. Od Zirl do Innsbrucka E533 biegnie razem z trasą E60, w Innsbrucku łączy się z trasą E45.
Ogólna długość trasy E533 wynosi około 144 km, z tego 115 km w Niemczech, 29 km w Austrii.